# Режицько-Двінська операція
Режицько-Двінська операція (рос. Режицко-Двинская операция) — фронтова наступальна операція радянських військ 2-го Прибалтійського фронту, що проводилася з метою розгрому опочкінсько-ідрицько-себезького угруповання вермахту, сприяння наступу 1-го Прибалтійського фронту в операції «Багратіон» та створення умов для подальшого наступу 3-го Прибалтійського фронту на Балтійські країни. Операція проводилася з 10 до 27 липня 1944 року і військам фронту вдалося завдати поразки угрупованню противника, що протистояло, та просунутися на захід на глибину до 200 км.

## Історія

### Передумови
На фоні успішного виконання першого етапу операції «Багратіон» і розгрому головних сил групи армій «Центр» під Вітебськом та Полоцьком, командуванням 2-го Прибалтійського фронту був розроблений план фронтової наступальної операції, задумом якого передбачалося прорвати оборону військ противника двома ударними угрупованнями: на північному фланзі силами 3-ї ударної та 10-ї гвардійської армій та на південному — силами 4-ї ударної та 22-ї армій за напрямками, що сходяться в районі Резекне (Режиця). Для забезпечення швидкого просування в глибині оборони вермахту був створений резерв фронту (5-й танковий корпус та фронтова маневрена група). Загальна чисельність військ фронту становила 391 тисячу людей. З повітря наступ підтримувала 15-та повітряна армія (546 літаків). Початок операції було заплановано на 12 липня.
Війська німецької 16-ї армії групи армій «Північ» перебували в позиційній обороні в смузі майбутнього наступу протягом семи місяців і за цей час створили багатоешелоновану оборону. Головний оборонний рубіж мав назву «Пантера», за ним розташовувався другий оборонний рубіж «Рейєр» по лінії: Опочка — Себеж — Освея. Далі слідував проміжний оборонний рубіж «Блау» по річках Синя та Шкяуне, а далі по кордону Калінінської області до річки Західна Двіна. Тиловий рубіж оборони «Грюн» був обладнаний на західному берегу річок Лжа, Рундани, Даде та Краслава. На початку липня 1944 року чисельність німецьких військ за даними радянської розвідки становила близько 100 тисяч осіб, на початок операції у зв'язку з поспішною відправкою до Білорусі трьох дивізій їх кількість скоротилася до 72 тисяч людей, 1229 гармат і мінометів, 80 танків, 223 літаків.

### Хід операції
Режицько-Двінська операція розпочалася увечері 10 липня 1944 року 30-хвилинною артилерійською підготовкою, після якої в наступ перейшло північне ударне угруповання фронту. Наступ виявився несподіванкою для противника. Німецькі частини, що займали позиції на передовій, були застигнуті в момент передислокації і не змогли організовано вчинити сильний опір, радянські передові батальйони з ходу взяли першу та другу траншеї. Вже о 22 годині вечора в прорив, що намітився, були введені армійські і корпусні рухливі групи. Протягом ночі та наступного дня передовий рубіж німецької оборони був повністю прорваний. Частини двох німецьких дивізій виявилися розрізані та втратили управління. 15-та повітряна армія надавала потужну повітряну підтримку військам, що наступали.
У ніч на 11 липня силами передових груп першого ешелону перейшло в наступ південне ударне угруповання фронту, але воно не змогло досягти такого вражаючого успіху, оскільки там німецьке командування ще не розпочинало відведення військ. У смузі 22-ї армії радянські війська опанували до 2 години ночі передові траншеї. У ніч на 12 липня була форсована річка Дрісса в районі Волинці, а 13 липня в бій було введено армійську рухому групу, яка зломила опір противника і почала розвивати успіх у напрямку Освеї. Проте 14 липня німці провели до десяти контратак піхоти, посиленої танками та авіацією. Відбивши спроби противника зірвати наступ, формування армії просунулися протягом доби на 12 кілометрів. Створилася загроза для сил вермахту на другому оборонному рубежі по річках Нища та Дрісса. Фактично за добу було повністю прорвано фронтову лінію оборони ворога. В полон потрапило 1500 німецьких військових, також було знищено до 7000 солдатів.
У кризовій ситуації, що склалася, командування німецької армії почало поспішно відводити частини 389-ї, 87-ї і 24-ї піхотних дивізій з рубежу річок Нища і Дрісса на північний захід. Командувач фронтом генерал А. І. Єрьоменко вирішив ввести в прорив, що утворився, фронтовий резерв — основні сили 5-го танкового корпусу. Проте німці встигли підтягнути на загрозливий напрямок частину своїх підкріплень. З 14 липня у районі міста Опочка розгорнулися запеклі зустрічні бої. У ніч на 15 липня радянські війська увірвалися до міста, а до 16 години завершили його штурм. 17 липня було звільнено центр іншого укріпленого району місто Себеж.
Загалом за перші 10 діб операції, з 10 по 19 липня, радянські війська прорвали три потужні оборонні рубежі та просунулися на захід від 90 до 110 кілометрів. Завершилося визволення Калінінської області. 18 липня у смузі 22-ї армії підрозділи фронту вступили на територію Латвійської РСР.
19 липня розпочався другий етап операції. Німецьке командування почало знімати свої частини у смугах відповідальності військ 3-го Прибалтійського та Ленінградського фронтів і терміново перекидати їх на напрям, де 2-й Прибалтійський фронт здійснив прорив їхньої оборони. Резерви та підкріплення поспіхом займали позиції на двох тилових оборонних рубежах, також активно використовувався складний характер місцевості: велика кількість лісів, боліт, річок та озер, мала кількість доріг. Темпи наступу радянських військ сповільнилися, але наступ продовжувався. З 21 по 23 липня війська фронту вели бої на оборонному рубежі по річці Лжа, який був прорваний лише 23 липня. Цього дня радянські війська опанували міста Лудза, Краслава та Карсава. Північному угрупованню фронту вдалося прорватися до зовнішнього обведення оборони великого міста Режиця, але бої за його оволодіння завершилися взяттям міста лише 27 липня.
27 липня вважається датою закінчення Режицько-Двінської операції, а з 28 липня війська фронту розпочали нову наступальну операцію — Мадонську. Але фактично, після короткої підготовки та перегрупування фронт розпочав Мадонську операцію 1 серпня 1944 року.